# Museu Dar Xaraït
El Museu Dar Xaraït (àrab: متحف دار شريّط, Matḥaf Dār Xarayyṭ) és un museu privat d'arts i tradicions populars de la ciutat de Tozeur a Tunísia. Dona una impressió del mode de vida d'una família benestant. Està situat al final de l'avinguda Abul Kacem Ech Chabbi, en una zona plena d'hotels però tranquil·la.

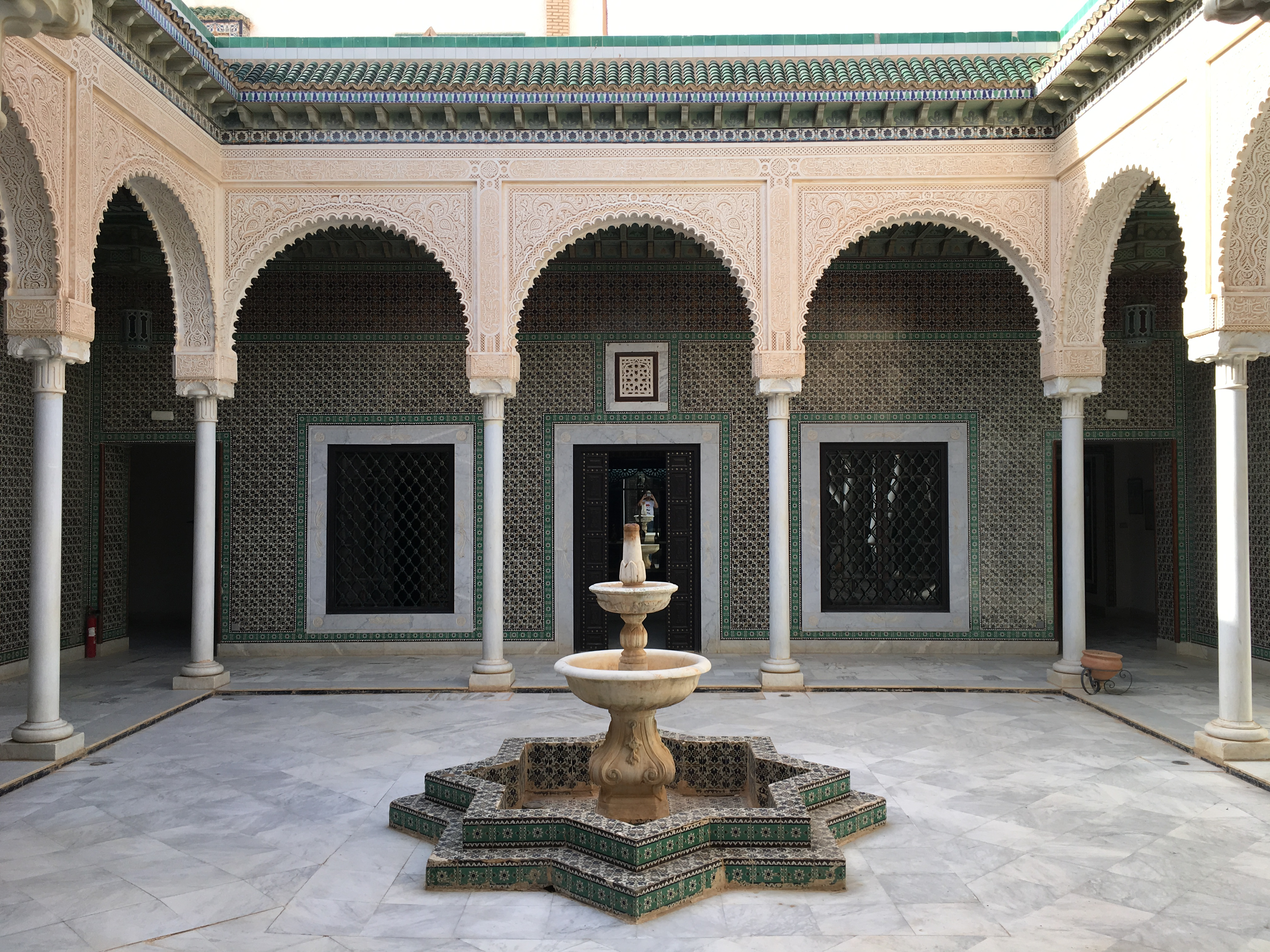
Pati

El museu fou fundat el 1990 per Abderrazak Xaraït, batlle de Tozeur, i persona molt vinculada a la cultura local, que va fer diners i va decidir invertir-los en la seva ciutat. Aquest fou el primer museu privat que hi va haver a Tunísia. El 2011 va passar un període mogut amb risc que es tanqui.
Les sales mostren una casa tradicional del nord tunisià, els casaments, els banys, l'ensenyament alcorànic, la cuina, etc. També s'hi poden veure sales dedicats als notables, a alguns pintors tunisians, a joies i objectes valuosos, i a la sortida una sala amb elements com estores o banderes i nombrosos fotografies.
L'ambientació s'ajuda de maniquins, i els objectes són força interessants. Cal comprar una autorització per poder-hi fotografiar o filmar.
Al magnífic pati hi ha un petit bar molt agradable.

## Les sales[5]
1. La harja (accés de palau)
2. La sala de l'erudit
3. La cambra dels notables
4. La cuina
5. La cambra nupcial
6. El Kouttab (escola alcorànica)
7. El Hammam (bany turc)
8. La cambra de les dames
9. La galeria de pintures
10. La sala dels vidres

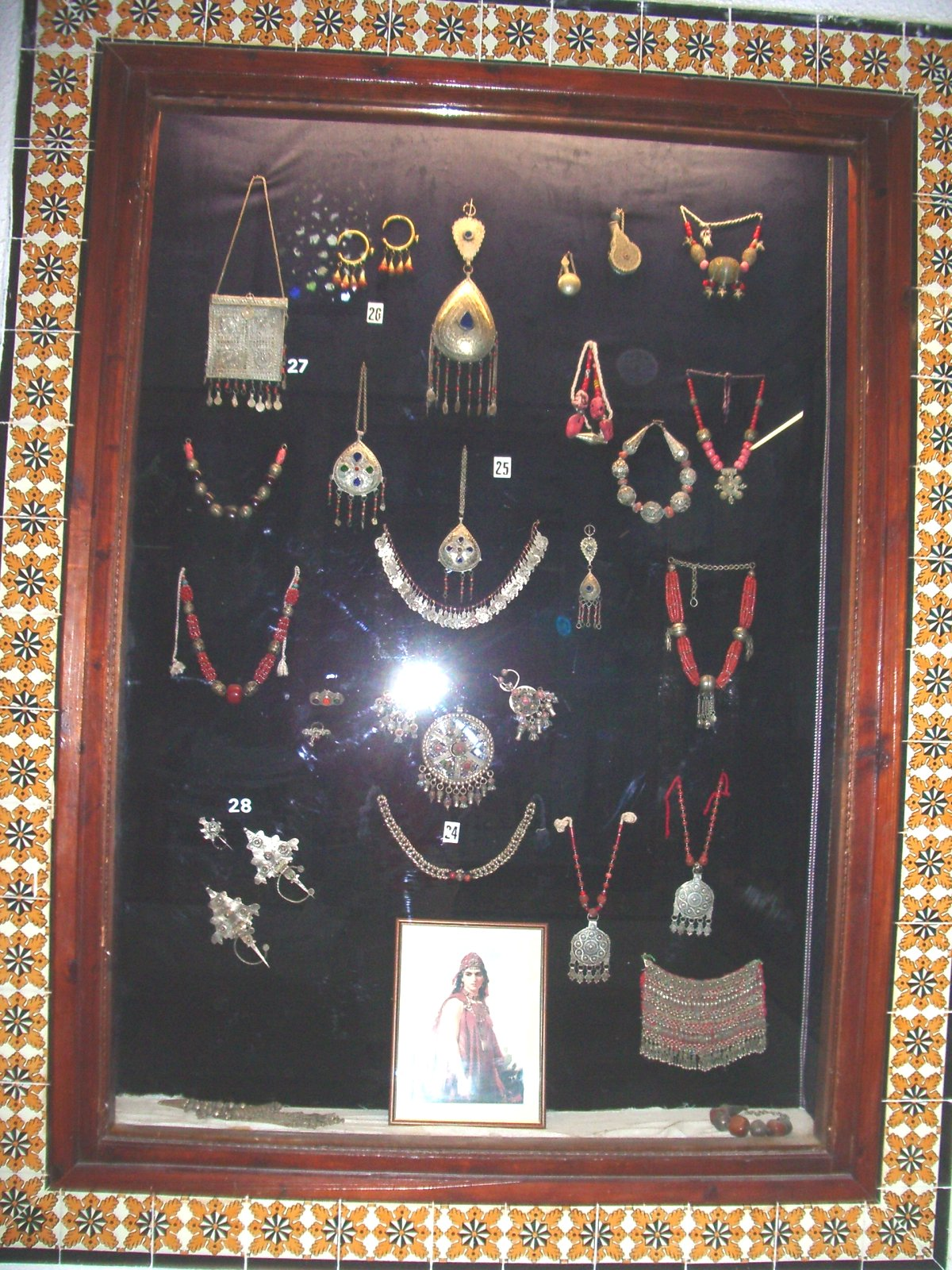
Joies
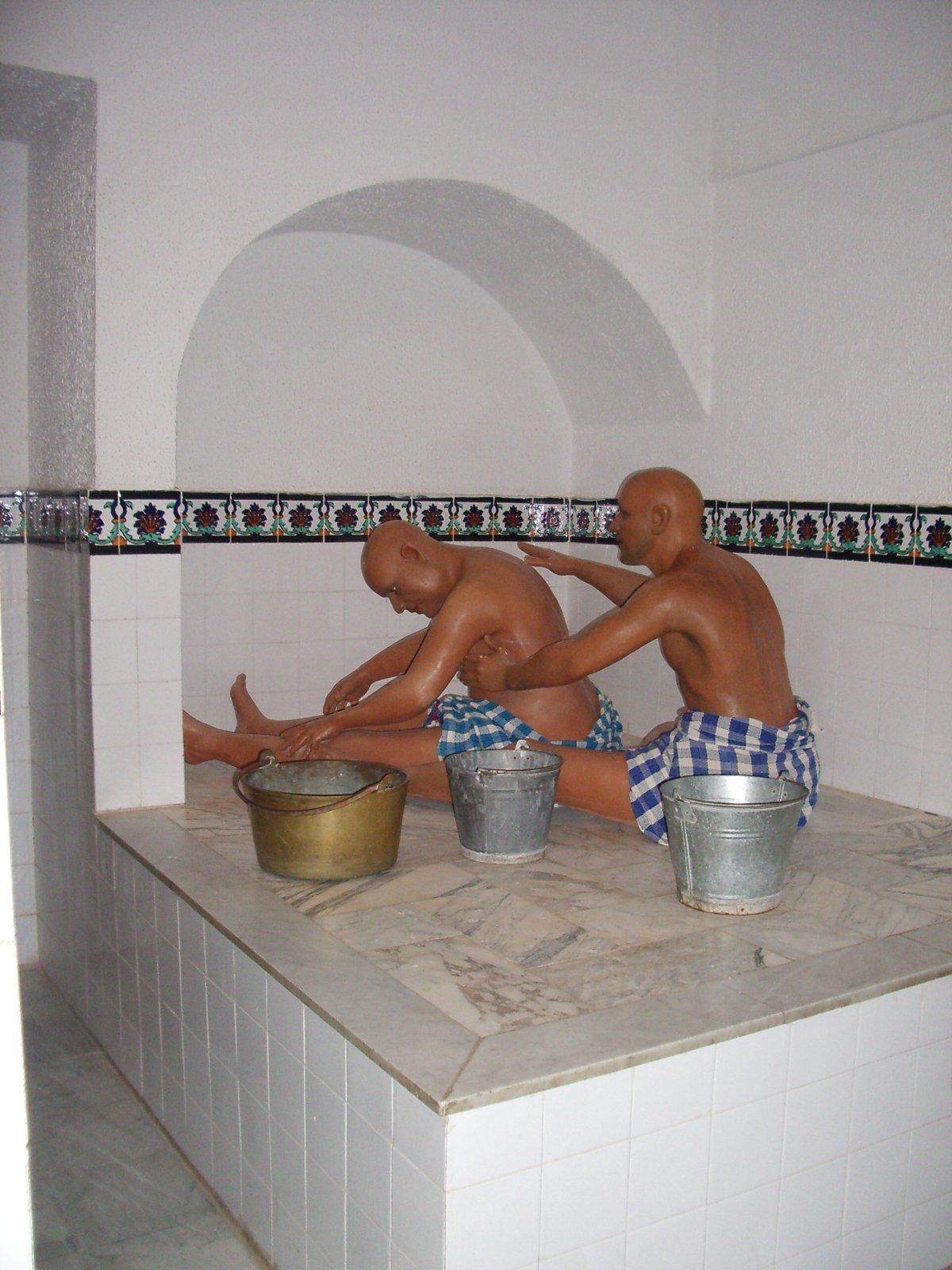
Banys turcs
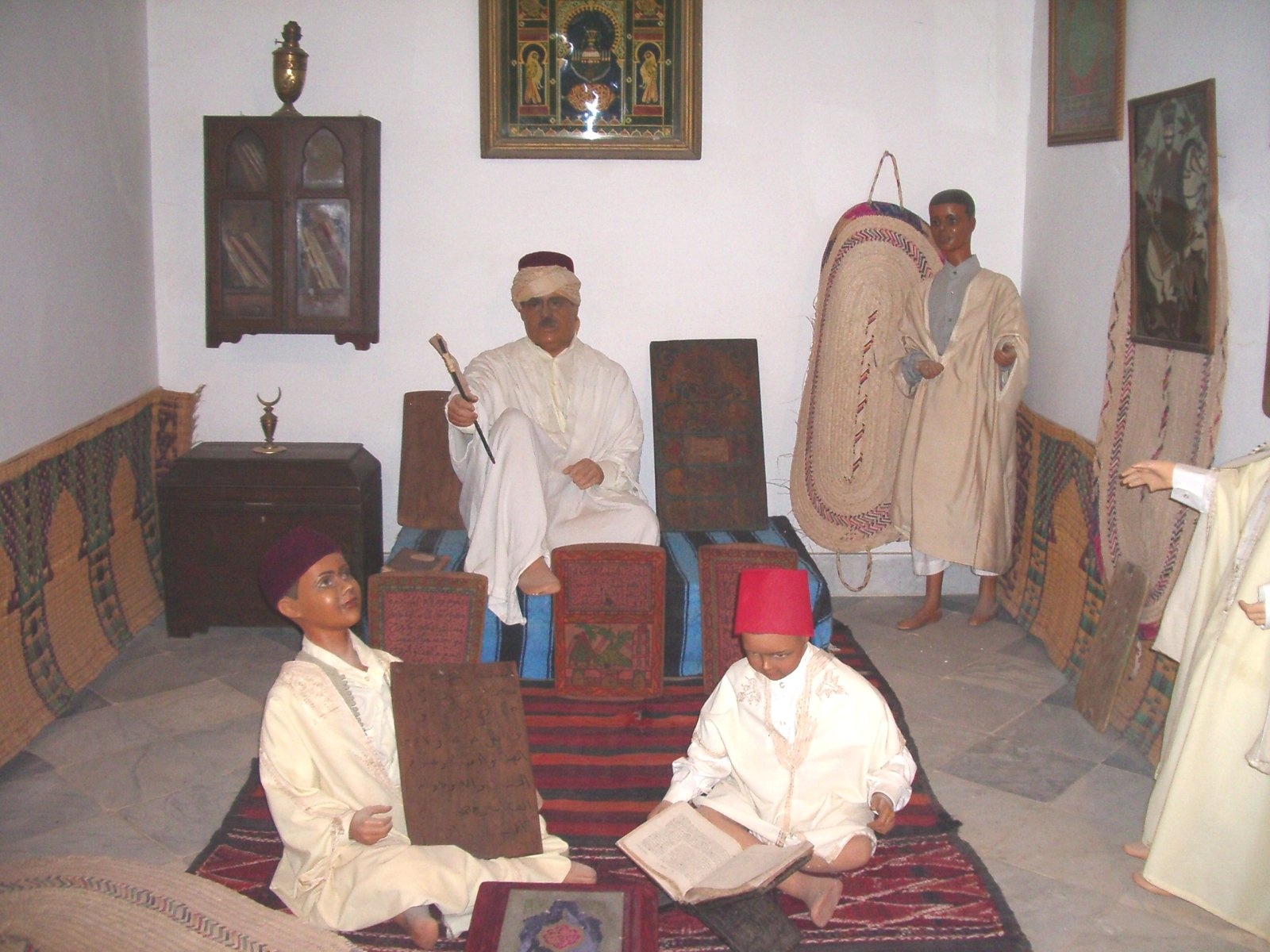
Escola alcorànica
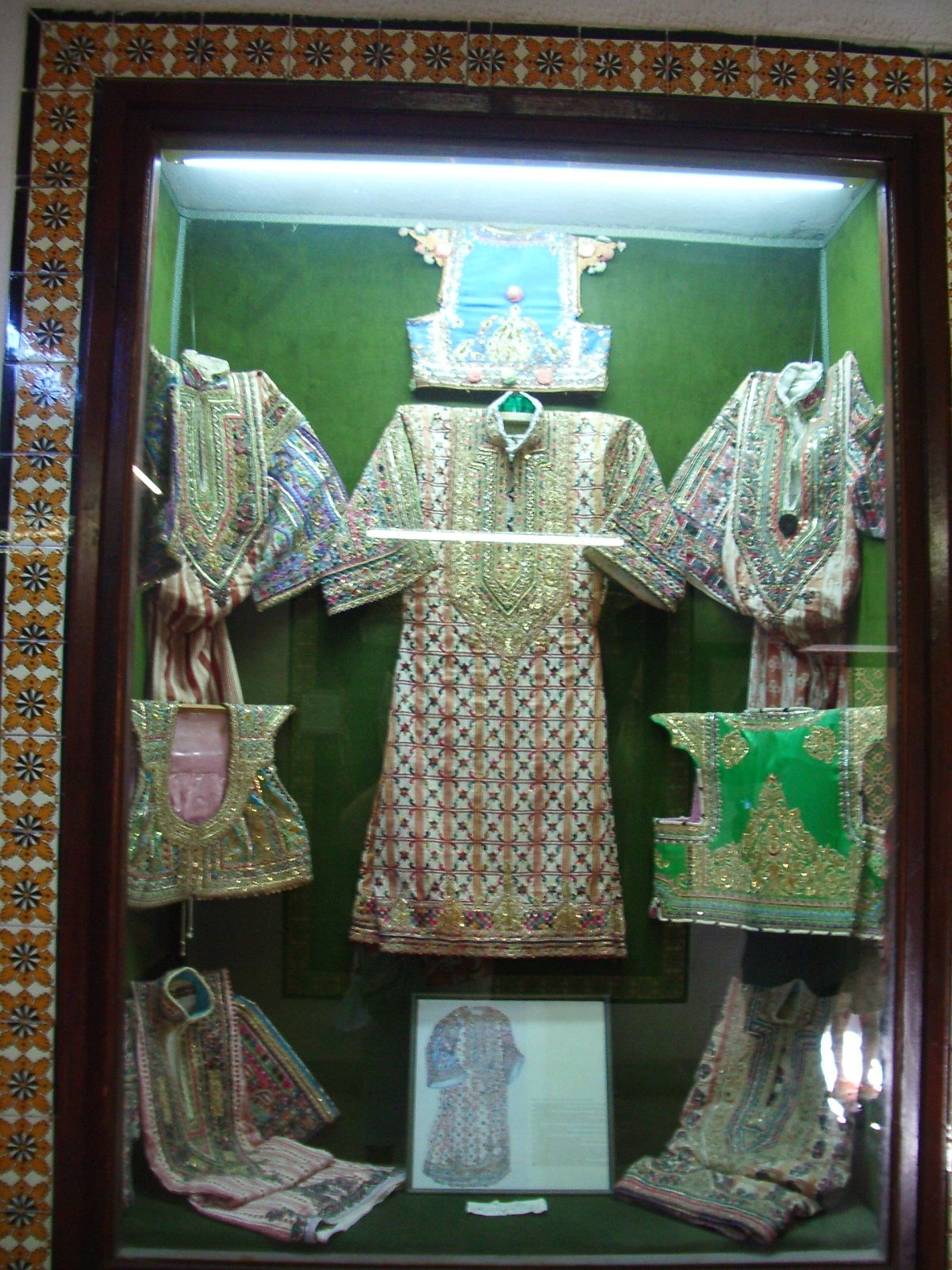
Vestits
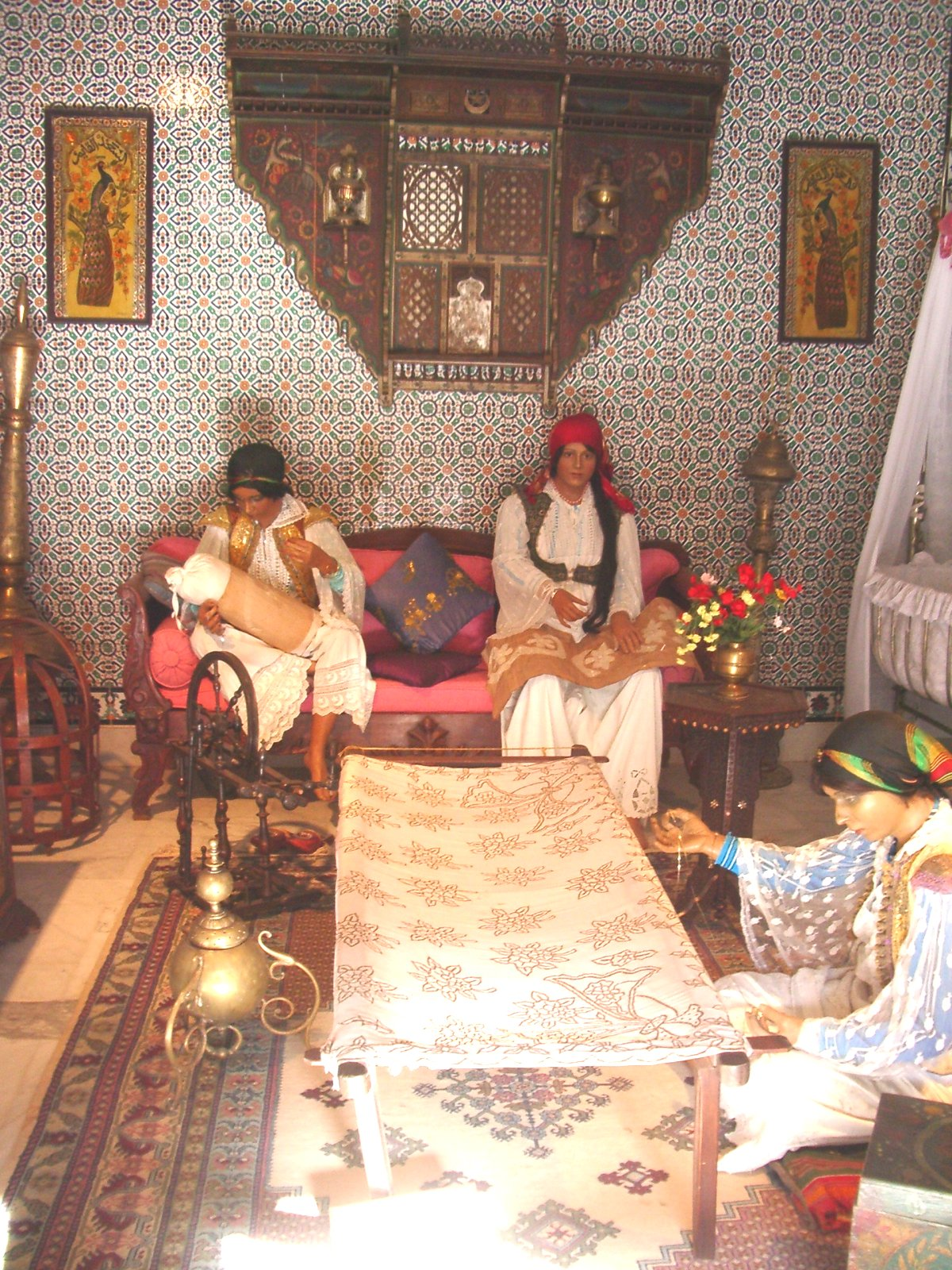
Sala de les dames
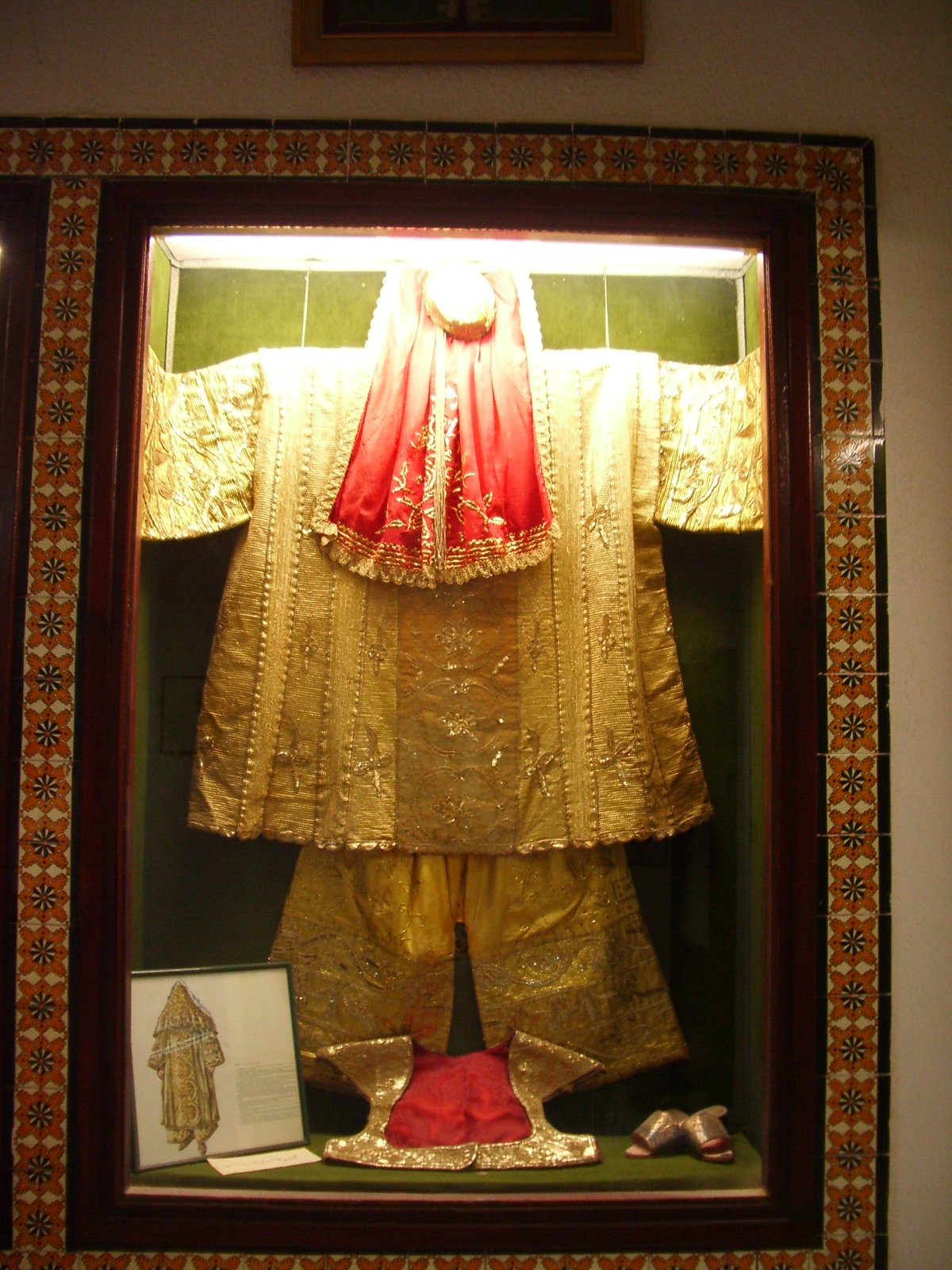
Vestits
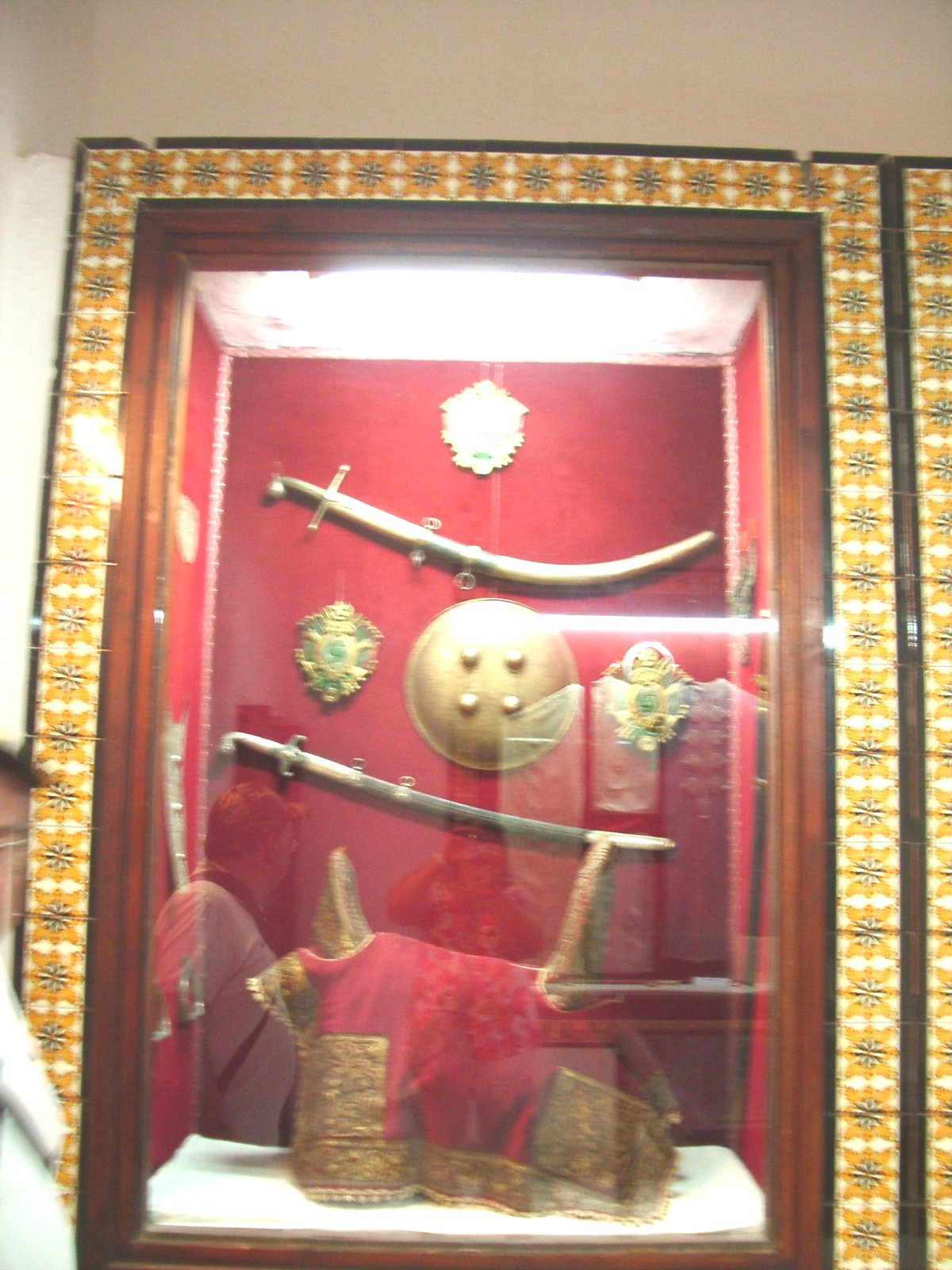
Armes
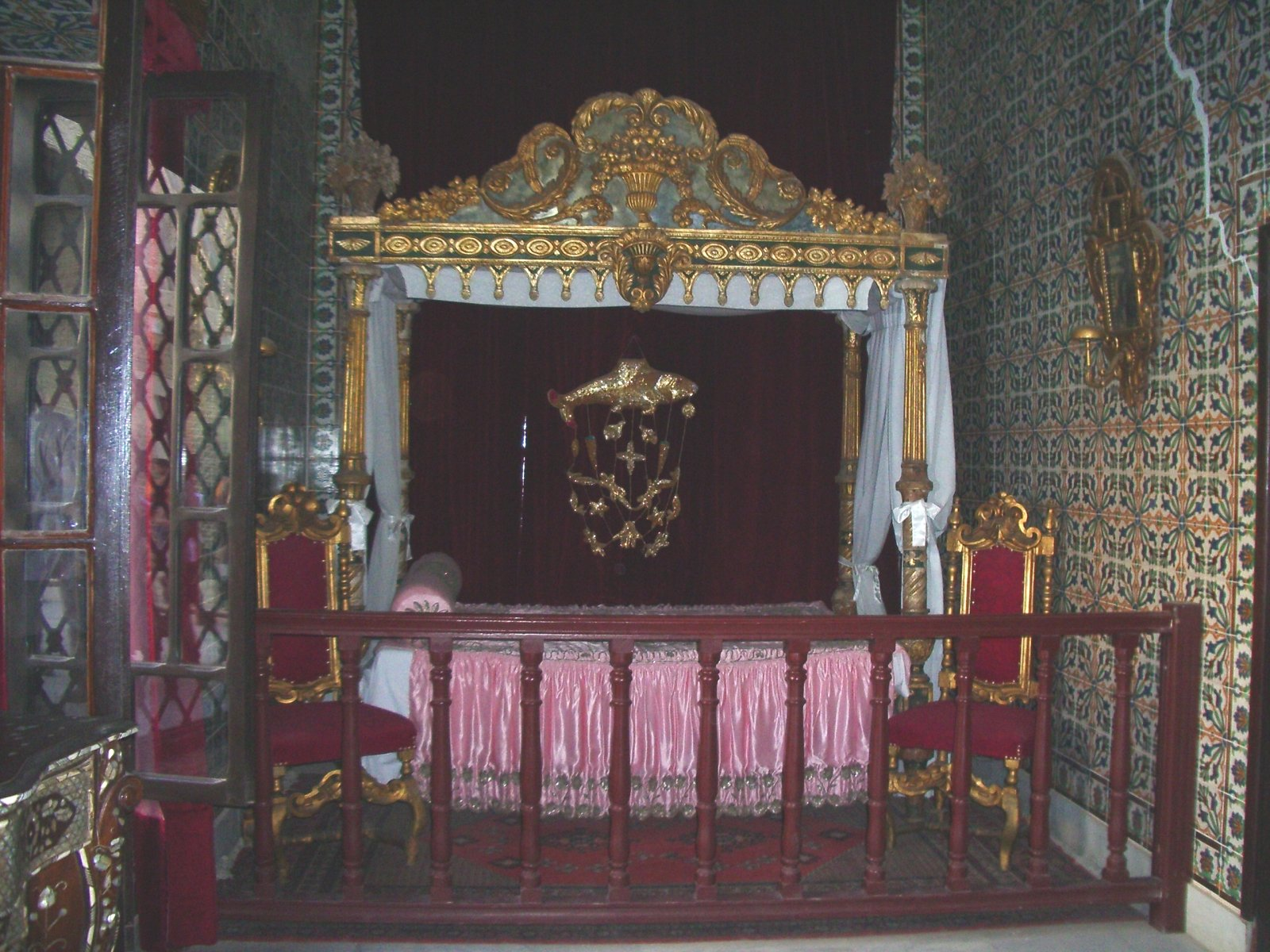
Llit de benestant
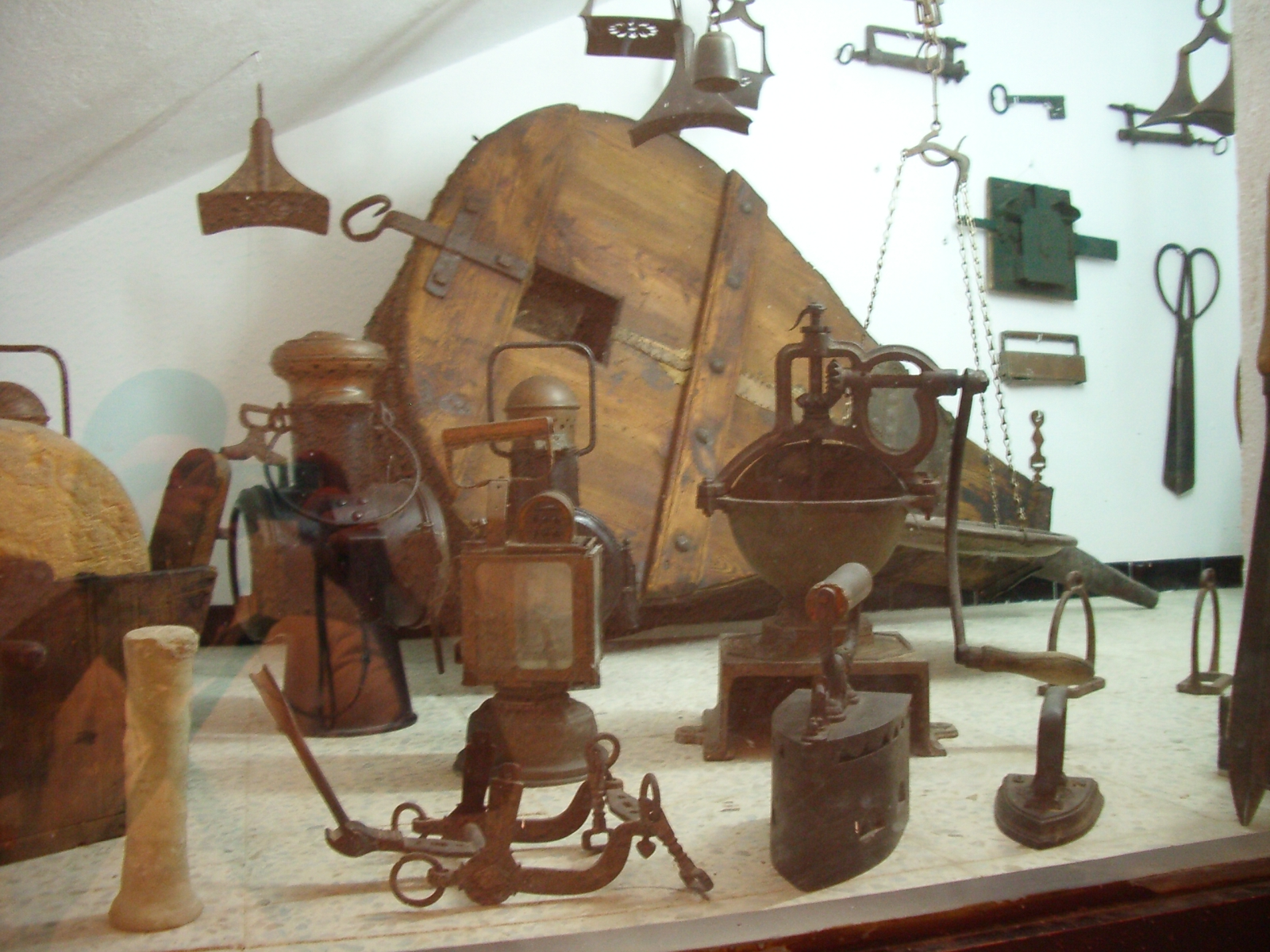
Objectes diversos
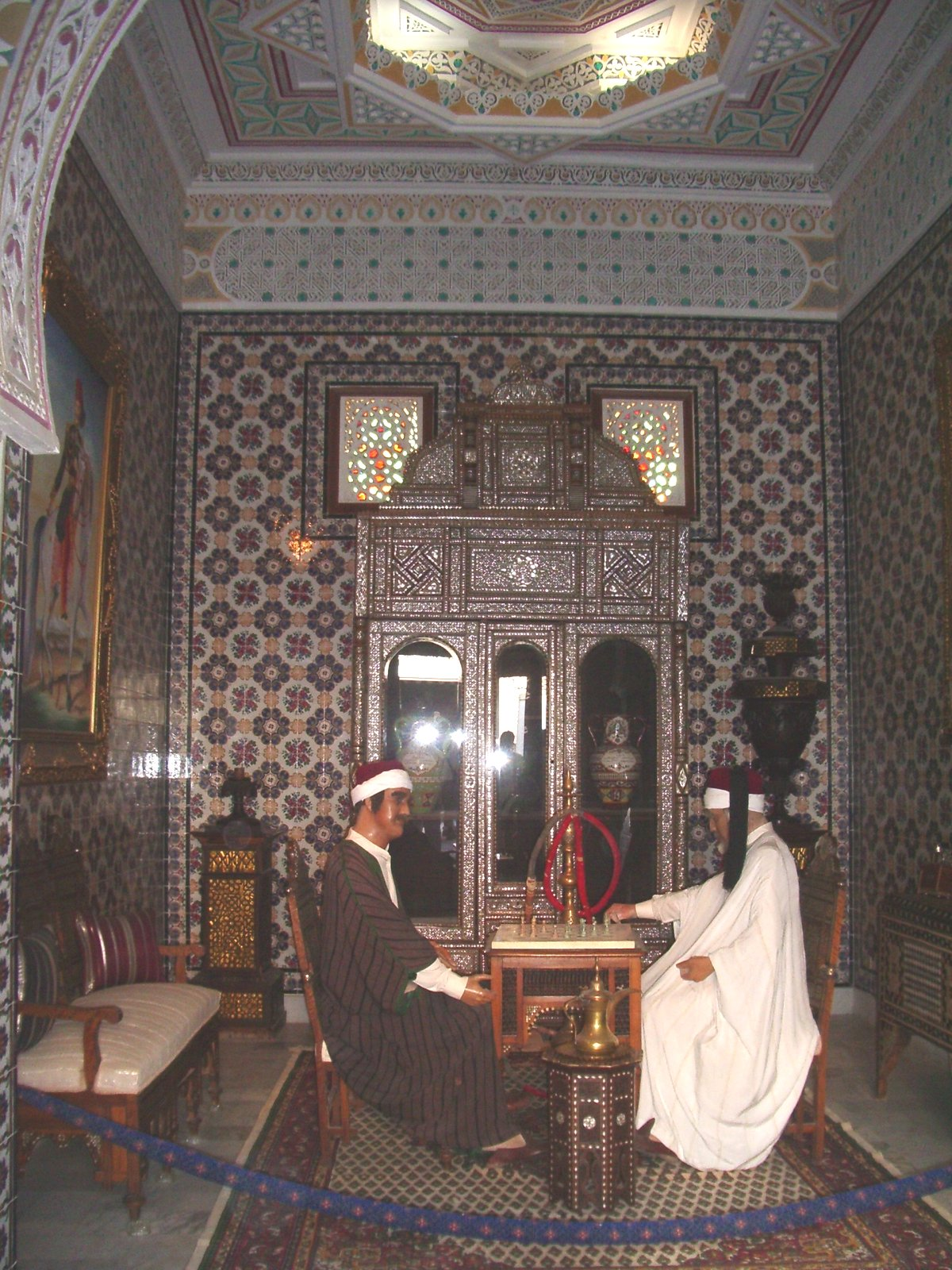
Cambra de notables